# Cowboys from Hell (альбом)
Cowboys from Hell — п'ятий студійний альбом американського ґрув-метал гурту Pantera, виданий 24 липня 1990 року лейблом Atco Records.

## Випуск, сприйняття і вплив

### Комерційні показники
Альбом вийшов 24 липня 1990 року і був доступний на касетах, компакт-дисках і платівках. Він став для гурту справжнім проривом, оскільки першим з їхніх альбомів досяг 27 місця в розділі Top Heatseekers чартів Billboard. В березні 1995 альбом увійшов до шведського чарту на один тиждень і досягнув 46 місця. Відтоді він продовжив набирати популярність і став як золотим (500 000 примірників) так і платиновим (1 000 000 примірників) у США, а також набув золотого статусу у Великій Британії досягнувши відмітки в 100 000 проданих примірників.

### Реакція критиків
Альбом отримав схвальні відгуки критиків і став одним із найвпливовіших видань в жанрі металічної музики за весь час. Він надихнув ціле покоління музикантів, особливо гітаристів. Сайт IGN поставив Cowboys from Hell на 19-е місце у своєму списку найвпливовіших металічних альбомів усіх часів.

## Список композицій
Автор музики і слів Pantera. 
| #   | Назва                    | Тривалість |
| --- | ------------------------ | ---------- |
| 1.  | «Cowboys from Hell»      | 4:06       |
| 2.  | «Primal Concrete Sledge» | 2:13       |
| 3.  | «Psycho Holiday»         | 5:19       |
| 4.  | «Heresy»                 | 4:46       |
| 5.  | «Cemetery Gates»         | 7:02       |
| 6.  | «Domination»             | 5:04       |
| 7.  | «Shattered»              | 3:22       |
| 8.  | «Clash with Reality»     | 5:16       |
| 9.  | «Medicine Man»           | 5:15       |
| 10. | «Message in Blood»       | 5:10       |
| 11. | «The Sleep»              | 5:45       |
| 12. | «The Art of Shredding»   | 4:19       |